# Deutsche Meisterschaften im Biathlon 1988
Die bundesdeutschen Meisterschaften im Biathlon wurden Anfang Februar 1988 mit internationaler Beteiligung in Altstädten im Oberallgäu ausgetragen. Die DDR-Meisterschaften im Biathlon 1988 fanden im März in Oberwiesenthal statt.
Wegen kurzfristig einsetzender Schneefälle wurden die Meisterschaften auf drei Tage verkürzt. Nicht an den Titelkämpfen nahmen die deutschen Olympiastarter um Peter Angerer und Fritz Fischer teil, die sich in Obertilliach auf die olympischen Rennen vorbereiteten. In ihrer Abwesenheit waren Petra Schaaf, Inga Kesper und Alois Reiter mit jeweils zwei errungenen Titeln die erfolgreichsten Athleten. Kurz nach den Meisterschaften meldeten deutsche Medien, dass zwei polnische Sportler – Kazimierz Urbaniak und Zbigniew Szlufcik – nicht mit dem Rest ihrer Delegation nach Polen zurückgereist seien, sondern sich von ihrer Mannschaft abgesetzt hätten.

## Frauen

### Einzel 15 km
| Platz | Name           | Verein (Ort)  | Zeit (in h) / Fehler |
| ----- | -------------- | ------------- | -------------------- |
| 1     | Inga Kesper    | SC Willingen  | 0:55:21,2 / 3        |
| 2     | Petra Schaaf   | SC Willingen  | 0:55:54,1 / 3        |
| 3     | Michaela Hille | SC Ruhpolding | 1:01:23,0 / 4        |
| 4     | Hörburger      | SC Kempten    | 1:03:39,1 / 5        |

Datum: 5. Februar

Insgesamt gingen fünf Athletinnen an den Start, von denen eine (Schubert) das Rennen aufgab.

### Sprint 7,5 km
| Platz | Name           | Verein (Ort)       | Zeit (in min) |
| ----- | -------------- | ------------------ | ------------- |
| 1     | Petra Schaaf   | Willingen          | 26:09,5       |
| 2     | Inga Kesper    | Willingen          | 28:37,0       |
| 3     | Michaela Hille | Ruhpolding         | 29:32,5       |
| 4     | Nordheim       | Vereinigte Staaten | 30:08,8       |
| 5     | Schubert       | Bergen             | 30:22,6       |
| 6     | Pethywidge     | Australien         | 30:59,9       |

Datum: 6. oder 7. Februar

### 3 × 7,5 km Staffel
| Platz | Verband                   | Sportler                               | Zeit (in h) |
| ----- | ------------------------- | -------------------------------------- | ----------- |
| 1     | Hessen                    | Petra Schaaf Martina Stede Inga Kesper | 1:20:25,1   |
| 2     | Bayern I                  | Michaela Hille Hörburger Schubert      | 1:25:28,2   |
| 3     | Westdeutscher Ski-Verband | Bald Langstein Pieper                  | 1:27:54,5   |

Datum: 6. oder 7. Februar

## Männer

### Einzel 20 km
| Platz | Name               | Verein (Ort)       | Zeit (in h) / Fehler |
| ----- | ------------------ | ------------------ | -------------------- |
| 1     | Kazimierz Urbaniak | Polen              | 0:58:45,7 / 1        |
| 2     | Alois Reiter       | Siegsdorf          | 0:59:44,9 / 1        |
| 3     | Engelbert Sklorz   | Neuastenberg       | 1:00:29,4 / 0        |
| 4     | Beilhack           | Ruhpolding         | 1:02:49,8 / 3        |
| 5     | Göbel              | Willingen          | 1:03:04,7 / 1        |
| 6     | Aschauer           | Bischofswiesen     | 1:03:15,7 / 2        |
| 7     | Tobias Lindner     | SC Willingen       | 1:03:24,9 / 4        |
| 8     | Helmut Tengg       | SC Mittenwald      | 1:03:43,3 / 5        |
| 9     | Eberle             | Vereinigte Staaten | 1:04:13,8 / 2        |
| 10    | Winkler            | SC Neuastenberg    | 1:04:21,2 / 2        |

Datum: 5. Februar

Das Rennen gewann der Pole Kazimierz Urbaniak, den deutschen Meistertitel errang der zweitplatzierte Alois Reiter.

### Sprint 10 km
| Platz | Name          | Verein (Ort)       | Zeit (in min) / Fehler |
| ----- | ------------- | ------------------ | ---------------------- |
| 1     | Franz Wudy    | Rabenstein         | 30:32,6 / 1            |
| 1     | Martin Kreidl | Rottach-Egern      | 30:32,6 / 0            |
| 3     | Beilhack      | Ruhpolding         | 31:34,7 / 1            |
| 4     | Laschinger    | Regen              | 31:38,0 / 3            |
| 5     | Alois Reiter  | Siegsdorf          | 31:39,3 / 3            |
| 6     | Powers        | Vereinigte Staaten | 31:57,8 / 1            |

Datum: 6. oder 7. Februar

### 4 × 7,5 km Staffel
| Platz | Verband   | Sportler                                               | Zeit (in h) |
| ----- | --------- | ------------------------------------------------------ | ----------- |
| 1     | Bayern II | Anton Kroiss Helmut Tengg Jörg Hausberger Alois Reiter | 1:28:26,7   |
| 2     | Polen     |                                                        | 1:30:59,1   |
| 3     | Bayern I  | Laschinger Martin Kreidl Beilhack Franz Wudy           | 1:31:05,6   |

Datum: 6. oder 7. Februar